# Puntius cataractae
Puntius cataractae är en fiskart som först beskrevs av Fowler, 1934.  Puntius cataractae ingår i släktet Puntius och familjen karpfiskar. IUCN kategoriserar arten globalt som otillräckligt studerad. Inga underarter finns listade i Catalogue of Life.